# Deficiência de vitamina K
Deficiência de vitamina K ou hipovitaminose K é uma deficiência nutricional rara em adultos, porém comum em crianças, caracterizado por níveis insuficientes de K1 (filoquinona) ou/e de K2 (menaquinona). Geralmente se refere a K1, pois a K2 é produzida pela própria flora intestinal. A recomendação para adultos é de 90-120 microgramas por dia.

## Causas
Raramente a falta de vitamina K é causado por dieta pobre, sendo mais comum por
- Nascimento pré-maturo;
- Medicamentos impedirem sua absorção adequada: como alguns antibióticos (cefalosporina); colestiraminas, varfarina, salicilatos, anticonvulsivos e alguns sulfatos.
- Doenças hepáticas crônicas;
- Doenças biliares crônicas;
- Má absorção;
- Alcoolismo severo;
- Aids

### Causas raras
Apesar de raro, também pode ser causado por:
- Coagulação intravascular disseminada;
- Policitemia vera;
- Síndrome nefrótica;
- Fibrose cística;
- Lúpus eritematoso sistêmico;
- Leucemia.

## Sinais e sintomas
Como a função da vitamina K envolve preparar proteínas para coagulação e para matriz óssea os sintomas de falta são:
- Hemorragia interna ou externa frequente e incontrolável;
- Hematomas mesmo com impactos leves;
- Ossos, cartilagem e unhas frágeis;
- Dor interna;
- Severa má formação óssea e dores abdominais.

## Prevalência
Nos EUA, 50% dos nascidos vivos tem baixo nível de vitamina K e entre 0,25 e 1,75% sofrem com sangramentos difíceis de serem controlados. Em países europeus, a frequência de sangramentos causados por déficit de vitamina K atinge cerca de 5 em cada 10.000 nascidos vivos. No Japão atinge 11 em cada 10.000 e na Tailândia 72 em 10.000.

## Tratamento
É tão comum em recém-nascidos que comunidades pediátricas recomendam suplementos de 1mg pouco após o nascimento. Em adultos com a deficiência, suplementos podem ser consumidos em forma de comprimidos ou por via intravenosa.

### Prevenção
Boas fontes de vitamina K1 incluem:
- Vegetais verde escuros;
- Feijão;
- Soja;
- Morango;
- Ovos.

A vitamina K2 é produzida por bactérias intestinais, então exceto em casos em que a flora bacteriana está severamente comprometida, não são necessários complementos. K2 também pode ser encontrada na carne, ovos e queijo. Apesar de ajudar na formação da matriz óssea, não há suficientes evidências para afirmar que K2 previna osteoporose.